# Sekantmetoden
Sekantmetoden er en matematisk metode til at søge efter en rod. Hvor en rod er den værdi, for hvilken en funktion antager værdien 0.

## Problemet
Så vi leder altså efter den værdi af x, som løser
{\displaystyle f(x)=0}
Hvis sekantmetoden skal kunne finde løsningen, skal funktionen opføre sig  "pænt" glat omkring roden ellers kan de foreslåede løsninger springe frem og tilbage og muligvis vil metoden ikke konvergere og derfor aldrig finder en rod.

## Beskrivelse af metoden
Illustration af metoden:
Sekantmetoden kræver, at man har funktionsforskriften og to forskellige x-værdier, hvor man kan starte metoden fra. Herefter gentages metoden, indtil roden er fundet med en passende nøjagtighed, så som det første kan vi finde y-værdierne til de kendte x-værdier:
{\displaystyle [y=f(x),x_{0},x_{1}]}
{\displaystyle y_{0}=f(x_{0})}
{\displaystyle y_{1}=f(x_{1})}
Den lige linje der går gennem {\displaystyle (x_{0},y_{0})} og {\displaystyle (x_{1},y_{1})} kaldes en sekantlinje, og vi kan nemt finde forskriften som:
{\displaystyle y-y_{1}={\frac {y_{1}-y_{0}}{x_{1}-x_{0}}}(x-x_{1})}
og når vi isolerer x, og løser den med hensyn til y=0, finder vi x-værdien i sekantlinjens rod.
{\displaystyle x=x_{1}-{\frac {(x_{1}-x_{0})}{(y_{1}-y_{0})}}y_{1}}
Hvis f(x) er meget tæt på at ligne en lige linje mellem {\displaystyle x_{0}} og {\displaystyle x_{1}}, er sekantlinjens rod meget tæt på f(x)'s rod. Vi kan finde forskellen ved at evaluere f(x), så bliver forskellen mellem f(x) og nul til fejlen:
{\displaystyle \epsilon =f(x)}
hvis fejlen er større end vi tillader, kan vi gentage processen, og her siger sekantmetoden, at hvis vi genbruger {\displaystyle x_{1}}, som {\displaystyle x_{0}}, og {\displaystyle x} som {\displaystyle x_{1}}, bør fejlen blive mindre næste gang. Generelt kan det udtrykkes sådan:
{\displaystyle x_{i+1}=x_{i}-{\frac {(x_{i}-x_{i-1})}{(y_{i}-y_{i-1})}}y_{i},While[f(x_{i})>tolerancen]}

hvilket kan kodes som:
```
public
 
static
 
double
 
Secant
(
double
 
x0
,
 
double
 
x1
,
 
Func
<
double
,
 
double
>
f
,
 
double
 
tolerance
 
=
 
0.0001
,
 
int
 
maxSteps
 
=
 
100
)

{

    
double
 
dX
 
=
 
x1
 
-
 
x0
;

    
if
 
(
dX
 
==
 
0
)

        
throw
 
new
 
DivideByZeroException
(
"the two points provided for the secant method, are so similar, that I cannot determine a slope, or the slope is vertical"
);

    

    
double
 
y0
 
=
 
f
(
x0
);

    
double
 
y1
 
=
 
f
(
x1
);

    

    
if
(
y0
 
<=
 
tolerance
)

        
return
 
x0
;

    
if
(
y1
 
<=
 
tolerance
)

        
return
 
x1
;

    

    
double
 
x2
 
=
 
x1
 
-
 
(
 
(
x1
 
-
 
x0
)
 
/
 
(
y1
 
-
 
y0
)
 
)
 
*
 
y1

    

    
for
(
int
 
i
 
=
 
0
;
 
i
 
<
 
maxSteps
,
 
i
++
)

    
{

        
x0
 
=
 
x1
;

        
y0
 
=
 
y1
;

        

        
x1
 
=
 
x2
;

        
y1
 
=
 
f
(
x2
);

        

        
if
(
y1
 
<=
 
tolerance
)

            
return
 
x1
;

            

        
x2
 
=
 
x1
 
-
 
(
 
(
x1
 
-
 
x0
)
 
/
 
(
y1
 
-
 
y0
)
 
)
 
*
 
y1

    
}

    
throw
 
new
 
Exception
(
"Did not produce a number within tolerance, before I ran out of allowed steps. Possible divergens issues?"
)

}

```